# Лович, Яков Львович
Яков Львович Лович (при рождении Дейч; 28 декабря 1898 — 27 августа 1956) — русский писатель.

## Биография
Родился на Карийской каторге в семье меньшевика Льва Григорьевича Дейча и народницы Марии Александровны Ананьиной.
После бегства Льва Григорьевича Дейча из Владивостока за границу в 1901 году Яков Дейч жил в Благовещенске. Окончил мужскую гимназию в Благовещенске (1915). После окончания гимназии поступил в Московский университет, но уже весной 1916 года был призван в армию. По окончании 3-й Московской школы прапорщиков был отправлен в 9-й Сибирский стрелковый полк. Летом 1917 года получил контузию в голову в бою под Ригой.
В 1918 году покинул армию и добрался до Петрограда, где встретился с отцом, которого практически не знал. Лев Григорьевич Дейч снабдил сына солдатскими документами и деньгами, а также помог уехать в Амурскую область.
Вступив в армию Колчака, был легко ранен в апреле 1919 года в бою под Виноградовой. Дослужился до поручика. В 1919—1920 гг. — следователь при военно-полевом суде, прокурор по политическим и уголовным делам. В феврале 1920 года эмигрировал в Харбин, где работал агентом Амурского общества пароходства и торговли. В 1921 году посетил Японию. Осенью 1922 года Яков вернулся в Маньчжурию, где в 1923—1926 гг. работал в харбинской библиотеке Д. Н. Бодиско.
С 1926 года — журналист и секретарь газеты «Рупор», а также сотрудник журнала «Рубеж». В 1937 году перебрался в Шанхай, где работал в газете «Шанхайская заря» и печатал рассказы в журнале «Грани». В 1951 году эмигрировал в Соединённые Штаты Америки. Скончался от рака лёгких в больнице Стэнфордского университета 27 августа 1956 года.

## Творчество
В 1931 году в Харбине вышел в свет сборник «Ее жертва», который заслужил положительные оценки А. Несмелова и Н. Резниковой. Одновременно в тесном сотрудничестве с издателем «Рупора» и «Рубежа» Е. С. Кауфманом Лович приступил к переделке написанного ещё в 1921 году в Японии фантастического романа «Что ждет Россию?» (1932). Роман принёс автору европейскую известность, так как Ловичу удалось предсказать в нём белогвардейское покушение на президента Франции. После убийства французского президента Думера 6 мая 1932 года безумцем (или агентом ОГПУ) Павлом Горгуловым роман был спешно переведён на несколько европейских языков как «Буря над Европой». И в СССР, и на Западе делались попытки представить роман как доказательство существования белогвардейского либо коммунистического заговора.
В 1936 году в Харбине вышла книга «Офицерская шинель: Белая Голгофа», составленная из рассказов Якова Ловича и стихотворений Мурашева. В 1937 году Лович перебирается из Харбина в Шанхай. В 1940 году в Шанхае был опубликован детективный роман Ловича «Дама со стилетом». Роман откровенно ориентировался на бульварные образцы; при этом он понравился критике: "Интригующая завязка, пестрое и живое развитие увлекательной фабулы, ярко очерченные типы, элемент неожиданности сцен и положений в качестве лейтмотива — все это выдержано в плане, вполне соответствующем требованиям и заданиям каждого произведения такого характера. Чисто шанхайский фон «Дамы со стилетом», развертывание действия в знакомых местах придает роману особый интерес <как> для местных читателей, так и для более широкой аудитории, мало знакомой с ярким колоритом нашего города и единственной в своем роде «романтикой Шанхая».
В 1937 году является редактором и автором предисловия к книге К. А. Емельянова «Люди в аду: К 20-летию гибели Николаевска-на-Амуре», рассказывающей о зверском уничтожении города бандами красного партизана Якова Тряпицына, а в 1941 году публикует посвящённый уничтожению города роман «Враги». Роман «Шанхайцы», над которым Лович работал в начале 1940-х гг., был опубликован фрагментарно только в 2000 году.

## Избранная библиография
- Ее жертва. Харбин, 1931
- Что ждет Россию? Харбин, 1932
- Дама со стилетом. Харбин, 1932
- Офицерская шинель: Белая Голгофа. Харбин, 1936
- Дама со стилетом. Шанхай, 1940
- Враги. 1941
- Шанхайцы. 2000 (опубликован фрагментарно)
- Враги. М.: Вече, 2007.
- Что ждет Россию? Сидней, 2009
- Дама со стилетом. Сидней, 2009